# Nishi-Yodogawa (Osaka)
Nishi-Yodogawa (jap. 西淀川区 Nishi-Yodogawa-ku) - jedna z 24 dzielnic (区 – ku) w Osace w Japonii.